# Ende (Künstlerin)
Ende, Eude, Dame Ende oder nur En (* um 950; † um 1000), war eine Nonne, Buchmalerin und Autorin von ca. 1500 Miniaturen, die den Codex Beatus Gerona schmücken, der um 975 entstand und in der Kathedrale von Girona aufbewahrt wird.

## Leben und Werk

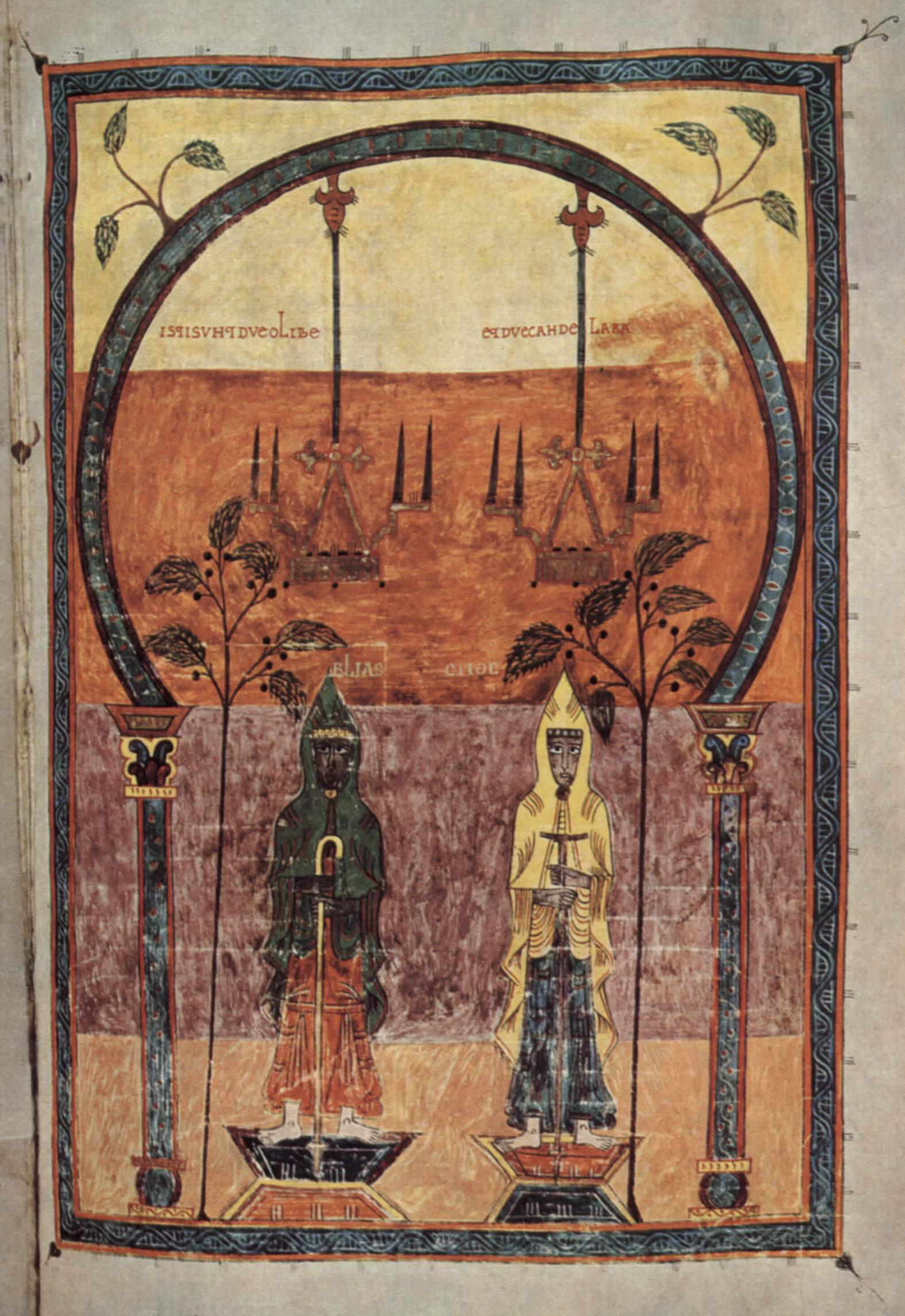
Miniatur aus dem Beatus Gerona, f. 164^{r}

Ende wird von den Fachleuten dank einer Subskription auf f. 284v im Beatus Gerona als erste Miniaturenmalerin angesehen, deren Name bekannt ist: Ende pintrix et Dei aiutrix. Frater Emeterius et presbiter (dtsch: Ende, Malerin und Gottes Helferin. Emeterius, Bruder und Priester). Der Text identifiziert Ende als Malerin und Urheberin der Miniaturen des Manuskripts, Emeterius ist ein männlicher Kollege. Und Ende ist vermutlich eine Nonne. In einer alternativen Lesart kann es auch En depintrix heißen; wegen der häufigen Verwendung von pictor erscheint der Name Ende aber wahrscheinlicher.
Der Fall dieser Miniaturistin zeigt, dass es in der Welt des Hochmittelalters, obwohl die traditionelle Rolle der Frau die der Tochter, Ehefrau und Mutter war, auch Frauen gab, die eine kulturelle und künstlerische Tätigkeit entwickelten und insbesondere Manuskripte und Illuminationen kopierten. Die Aufzeichnungen aus dem 10. und 11. Jahrhundert zeigen, dass es sich zumeist um Frauen aus der Oberschicht handelte, teils Ordensleute, teils Laien, aber mit einem Lebensstil, der von Frömmigkeit und geistlichem Leben geprägt war. Im katalanischen Kontext ist ein weiterer Fall bekannt, Guisla, verheiratet mit einem Guibert, und ihre Tochter Alba, von denen Aufzeichnungen vom Beginn des 11. Jahrhunderts im Skriptorium der Kathedrale von Vic existieren und die des Lesens und Schreibens mächtig waren, perfekt Latein beherrschten und sich mit dem Kopieren von Dokumenten beschäftigten.
Obwohl die Dokumentation über den Herstellungskontext sehr spärlich ist, scheint es, dass der „Beatus“ im Kloster von Tábara im Königreich León hergestellt wurde. Der Text wurde vom hohen Klerus kopiert und die begleitenden Miniaturen sind das Werk des Priesters Emeterius, der auch den Beatus von Tábara schuf, und von Schwester Ende, die behauptete, seine Schülerin zu sein. Die gemeinsame Arbeit der beiden Ordensleute ist nicht ungewöhnlich, denn die Regel des heiligen Benedikt erlaubte die Existenz von Doppelklöstern, in denen Mönche und Schwestern in Gemeinschaft lebten, und ermutigte zur Zusammenarbeit bei dieser Art von Arbeit. In diesem spirituellen und beruflichen Kontext des religiösen Lebens konnten sich Frauen Freiräume schaffen, in denen sie dank der Bibliotheken der Klöster, der Kenntnis antiker Texte und der Theologie ihre Spiritualität und ihre künstlerischen und intellektuellen Fähigkeiten kultivieren und entwickeln konnten.
Der Fall von Ende ist außergewöhnlich, weil es nur sehr wenige signierte Werke gibt, eine Situation, die im Hochmittelalter in ganz Europa üblich war, wo die Künste als Handwerk angesehen wurden und nur wenige ihren Namen der Nachwelt hinterließen. So drückt der Wunsch, den Namen des Autors dieses Werkes einzuschreiben, die Überzeugung dieser Frauen von der Bedeutung und Qualität ihrer Arbeit und ihrem künstlerischen Wert aus. Die Inschrift ist jedoch verbunden mit einer Hervorhebung der Transzendenz dieser Aufgabe, als Helfer Gottes (Dei aiutrix) durch die Verwandlung von Bildern der Gottheit in Farben und Formen, in symbolischen und apokalyptischen Visionen des Kommentars zum Beatus von Liébana. Analoge katalonische Beispiele sind im Bereich der Stickerei und der Teppiche bekannt: die Äbtissin Maria, Künstlerin eines Wandteppichs über den Heiligen Narcissus von Girona in der Kirche St. Felix in Girona, und die von Elisava, die die Fahne von St. Odon in La Seu d’Urgell geschaffen hat, die im Museu del Disseny in Barcelona erhalten ist.
Judy Chicago widmete ihr eine Inschrift auf den dreieckigen Bodenfliesen des Heritage Floor ihrer Installation The Dinner Party. Die mit dem Namen Ende beschrifteten Porzellanfliesen sind dem Platz mit dem Gedeck für Hrotsvit zugeordnet.